# زایموزان
زایموزان (به انگلیسی: Zymosan) با فرمول شیمیایی (C۶H۱۰O۵)x یک ترکیب شیمیایی است. که جرم مولی آن ۴۶۶٫۳۹ g/mol می‌باشد. 